# Аки-Юрт
Аки-Юрт (ингуш. Аьккхий-Юрт, чечен. Аки-Юрт) — село в Малгобекском районе Республики Ингушетия.
Образует муниципальное образование сельское поселение Аки-Юрт, как единственный населённый пункт в его составе.

## География
Село расположено у южного подножья Терского хребта, в 25 км к востоку от районного центра — Малгобек и в 55 км к северу от города Магас.
Ближайшие населённые пункты: на юго-западе — сёла Новый Редант и Зязиков-Юрт, на западе — село Южное, на северо-западе — станица Вознесенская и на востоке — сёла Комарово и Горагорск (Чечня).

## История
Хутор Акки-Юрт входил в Сунженский казачий округ, а в 1929 году в результате его расформирования вошёл в состав Чеченской автономной области. В 1934 году село Акки-Юрт Чеченской АО в результате объединения Чеченской и Ингушской АО вошло в состав Чечено-Ингушской АО (позднее Чечено-Ингушской АССР).

## Население
| 2002  | 2006  | 2007  | 2008  | 2009  | 2010  | 2011  |
| ----- | ----- | ----- | ----- | ----- | ----- | ----- |
| 4378  | ↗4585 | ↗4632 | ↗4683 | ↗4759 | ↘1147 | ↗1150 |
| 2012  | 2013  | 2014  | 2015  | 2016  | 2017  | 2018  |
| ↗1188 | ↗1243 | ↗1331 | ↗1384 | ↗1422 | ↗1457 | ↗1480 |
| 2019  | 2020  | 2021  | 2023  | 2024  | 2025  |       |
| ↗1522 | ↗1563 | ↘1544 | ↗1603 | ↗1635 | ↗1675 |       |

Национальный состав
По данным Всероссийской переписи населения 2010 года:
| № | Национальность | Численность, чел. | Доля    |
| - | -------------- | ----------------- | ------- |
| 1 | чеченцы        | 1075              | 93,72 % |
| 2 | ингуши         | 68                | 5,93 %  |
| 3 | другие         | 4                 | 0,35 %  |